# Tess Haubrich
Tess Haubrich est une actrice et mannequin australienne.

## Enfance et formation
Née dans la région des plages du nord de Sydney et éduquée au lycée Pittwater (en) et au SCECGS Redlands (en), Haubrich a passé son adolescence tardive comme mannequin en Australie, à Hong Kong, en France et en Allemagne. Elle a suivi une formation de deux ans à l'Actors Center Australia, une école de théâtre privée à Sydney, où elle s'est formée au théâtre. En 2009, elle est apparue dans deux épisodes du feuilleton Summer Bay en tant que Catie Merrin. Elle est revenue dans la série dans un personnage différent, Shandi Palmer, en 2014.

## Carrière
Haubrich est apparue dans un certain nombre de productions internationales majeures tournées en Australie, y compris des rôles mineurs dans Wolverine : Le Combat de l'immortel (2013) et Infini (en) (2015); en tant que soldat Sarah Rosenthal dans Alien: Covenant et en tant que femme en noir dans le film de Jackie Chan Bleeding Steel, les deux en 2017.
Fin 2017, elle a joué un rôle de premier plan dans la deuxième saison de Wolf Creek. En 2018, elle a joué un personnage clé dans la série dramatique d'espionnage australienne Pine Gap. En 2019, elle intègre le casting de Treadstone.

## Filmographie
Sauf indication contraire, les informations mentionnées dans cette section peuvent être confirmées par la base de données cinématographiques IMDb,  présente dans la section « Liens externes ».

### Cinéma
- 2009 : Vinyl (court métrage) : Shayla
- 2009 : Drowning (court métrage) : Phaedra
- 2010 : Some Static Started (court métrage) : jolie fille
- 2013 : Wolverine : Le Combat de l'immortel : la caissière
- 2013 : Like Breathing (court métrage) : Bel
- 2014 : Blood Pulls a Gun (court métrage) : la femme mystérieuse
- 2015 : Infini (en) : Lisa Carmichael
- 2015 : Foal (court métrage) : Auror
- 2016 : A Thousand Words (court métrage) : Claudia
- 2017 : Alien: Covenant : Sarah Rosenthal
- 2017 : Bleeding Steel : femme en noir
- 2018 : Nekrotronic : Torquel
- 2018 : I F*cked a Mermaid and No One Believes Me (court métrage) : Rose
- 2022 : Spiderhead de Joseph Kosinski : Heather

### Télévision
- 2009 : Summer Bay, épisodes 1.4988 et 1.4992 : Catie Merrin
- 2011 : SLiDE, saison 1, épisode 8 Jessica
- 2014 : Jack Irish: Dead Point (en) (téléfilm) : Sienna
- 2014, 2020 : Summer Bay : Shandi Ayres (rôle récurrent)
- 2017 : Wolf Creek : Rebecca
- 2018 : Pine Gap, (mini-série) : Jasmina Delic
- 2019 : Bad Mothers (en) : Sarah
- 2019 : Treadstone : Samantha McKenna (rôle récurrent)
- 2022 : Après le verdict : les jurés mènent l'enquête : Heidi